# Qurban Qurbanov
Qurban Qurbanov, född 28 januari 2002, är en azerisk brottare som tävlar i grekisk-romersk stil.

## Karriär
Vid EM 2025 i Bratislava tog Qurbanov guld i 82 kg-klassen efter att ha besegrat ungerske Erik Szilvássy i finalen.